# Kloster Imari
Kloster Imari (lat. Abbatia Beatae Mariae de Imari; jap. 伊万里の聖母(トラピスチヌ)修道院, Imari no Seibo (Torapisuchinu [= Trappistine]) Shūdōin, dt. Kloster der Heiligen Mutter von Imari) ist eine Trappistinnenabtei in Japan. Das Kloster wurde in Shindenbaru gegründet und 1966 verlegt nach Imari, Bistum Fukuoka.

## Geschichte
Kloster Tenshien gründete 1953 in dem von den Trappisten überlassenen Kloster Sainte Famille/Holy Family in Shindenbaru, bei Chikujō ein Tochterkloster (ab 1954 Abtei), das 1966 nach Imari verlegt wurde.

## Äbtissinnen
- Hildegarde Suzuki (1953–1964)
- Charitas Konishi (1964–1984)
- Roberta Takemura (1984–2000)
- Josepha Yashiro Tomiko (2001–2003)
- Catharina Shibuya (2003–)